# Martinsville (Illinois)
Martinsville es una ciudad ubicada en el condado de Clark en el estado estadounidense de Illinois. En el Censo de 2010 tenía una población de 1167 habitantes y una densidad poblacional de 216,21 personas por km².

## Geografía
Martinsville se encuentra ubicada en las coordenadas 39°20′18″N 87°52′51″O / 39.33833, -87.88083. Según la Oficina del Censo de los Estados Unidos, Martinsville tiene una superficie total de 5.4 km², de la cual 5.32 km² corresponden a tierra firme y (1.44%) 0.08 km² es agua.

## Demografía
Según el censo de 2010, había 1167 personas residiendo en Martinsville. La densidad de población era de 216,21 hab./km². De los 1167 habitantes, Martinsville estaba compuesto por el 97.77% blancos, el 0.51% eran afroamericanos, el 0.26% eran amerindios, el 0.09% eran asiáticos, el 0.09% eran isleños del Pacífico, el 0% eran de otras razas y el 1.29% pertenecían a dos o más razas. Del total de la población el 0.94% eran hispanos o latinos de cualquier raza.